# Zápas na Letních olympijských hrách 1992 – muži, volný styl do 62 kg
Zápas ve volném stylu ve váhové kategorii do 62 kg probíhal na Letních olympijských hrách 1992 v Barcelonském Instituto Nacional de Educación Física de Cataluña. O medaile se utkalo celkem 21 zápasníků.

## Turnajové výsledky
Zápasníci jsou rozděleni do dvou skupin. Je aplikován systém na dvě porážky.
Legenda
- TO — Lopatkové vítězství
- SP — Vítězství pro převahu, 12 až 14 bodů rozdíl, poražený s body
- SO — Vítězství pro převahu, 12 až 14 bodů rozdíl, poražený bez bodů
- ST — Vítězství na technickou převahu, 15 bodů rozdíl
- PP — Vítězství na body, poražený s body
- PO — Vítězství na body, poražený bez bodů
- PA — Vítězství pro soupeřovo zranění
- DQ — Vítězství pro soupeřovu diskvalifikaci
- D2 — Oba zápasníci diskvalifikováni pro pasivitu, skóre 0-0
- DNA — Nenastoupil
- L — Porážky
- ER — Kolo vyřazení
- CP — Klasifikační body
- TP — Technické body

### Skupiny

#### Skupina A
| L      |                          | CP     | TP     |                          | L      |        |
| Kolo 1 | Kolo 1                   | Kolo 1 | Kolo 1 | Kolo 1                   | Kolo 1 | Kolo 1 |
| ------ | ------------------------ | ------ | ------ | ------------------------ | ------ | ------ |
| 1      | Lázaro Reinoso (CUB)     | 1-3 PP | 6-11   | Magomed Azizov (EUN)     | 0      |        |
| 0      | Giovanni Schillaci (ITA) | 3-1 PP | 2-1    | Takumi Adachi (JPN)      | 1      |        |
| 0      | Karsten Polky (GER)      | 3-1 PP | 5-3    | Tjaart du Plessis (RSA)  | 1      |        |
| 1      | İsmail Faikoğlu (TUR)    | 1-3 PP | 2-3    | John Smith (USA)         | 0      |        |
| 0      | Kim Gwang-Chol (PRK)     | 3-1 PP | 6-2    | Shin Sang-Kyu (KOR)      | 1      |        |
| 0      | Marty Calder (CAN)       |        |        | Bye                      |        |        |
| Kolo 2 |                          |        |        |                          |        |        |
| 1      | Marty Calder (CAN)       | 1-3 PP | 7-10   | Lázaro Reinoso (CUB)     | 1      |        |
| 0      | Magomed Azizov (EUN)     | 3-1 PP | 3-1    | Giovanni Schillaci (ITA) | 1      |        |
| 2      | Takumi Adachi (JPN)      | 1-3 PP | 5-7    | Karsten Polky (GER)      | 0      |        |
| 2      | Tjaart du Plessis (RSA)  | 0-3 PO | 0-9    | İsmail Faikoğlu (TUR)    | 1      |        |
| 0      | John Smith (USA)         | 3-1 PP | 2-1    | Kim Gwang-Chol (PRK)     | 1      |        |
| 1      | Shin Sang-Kyu (KOR)      |        |        | Bye                      |        |        |
| Kolo 3 |                          |        |        |                          |        |        |
| 1      | Shin Sang-Kyu (KOR)      | 3-1 PP | 5-2    | Marty Calder (CAN)       | 2      |        |
| 1      | Lázaro Reinoso (CUB)     | 3-1 PP | 3-1    | Giovanni Schillaci (ITA) | 2      |        |
| 0      | Magomed Azizov (EUN)     | 3-1 PP | 2-1    | İsmail Faikoğlu (TUR)    | 2      |        |
| 1      | Karsten Polky (GER)      | 0-3 PO | 0-8    | John Smith (USA)         | 0      |        |
| 1      | Kim Gwang-Chol (PRK)     |        |        | Bye                      |        |        |
| Kolo 4 |                          |        |        |                          |        |        |
| 2      | Kim Gwang-Chol (PRK)     | 1-3 PP | 4-6    | Lázaro Reinoso (CUB)     | 1      |        |
| 1      | Shin Sang-Kyu (KOR)      | 3-1 PP | 5-2    | Karsten Polky (GER)      | 2      |        |
| 1      | Magomed Azizov (EUN)     | 0-4 ST | 1-17   | John Smith (USA)         | 0      |        |
| Kolo 5 |                          |        |        |                          |        |        |
| 2      | Shin Sang-Kyu (KOR)      | 1-3 PP | 5-11   | Magomed Azizov (EUN)     | 1      |        |
| 1      | Lázaro Reinoso (CUB)     | 3-1 PP | 3-1    | John Smith (USA)         | 1      |        |

| Zápasník                 | L | ER | CP | Tiebreaker |
| ------------------------ | - | -- | -- | ---------- |
| John Smith (USA)         | 1 | -  | 14 | 5          |
| Lázaro Reinoso (CUB)     | 1 | -  | 13 | 4          |
| Magomed Azizov (EUN)     | 1 | -  | 12 | 3          |
| Shin Sang-Kyu (KOR)      | 2 | 5  | 8  |            |
| Karsten Polky (GER)      | 2 | 4  | 7  |            |
| Kim Gwang-Chol (PRK)     | 2 | 4  | 5  |            |
| İsmail Faikoğlu (TUR)    | 2 | 3  | 5  |            |
| Giovanni Schillaci (ITA) | 2 | 3  | 5  |            |
| Marty Calder (CAN)       | 2 | 3  | 2  |            |
| Takumi Adachi (JPN)      | 2 | 2  | 2  |            |
| Tjaart du Plessis (RSA)  | 2 | 2  | 1  |            |

#### Skupina B
| L                   |                           | CP     | TP     |                             | L      |        |
| Kolo 1              | Kolo 1                    | Kolo 1 | Kolo 1 | Kolo 1                      | Kolo 1 | Kolo 1 |
| ------------------- | ------------------------- | ------ | ------ | --------------------------- | ------ | ------ |
| 1                   | Martin Müller (SUI)       | 1-3 PP | 1-5    | Askar Mohammadaján (IRI)    | 0      |        |
| 1                   | Dharan Singh Dahiya (IND) | 1-3 PP | 4-6    | Georgios Moustopoulos (GRE) | 0      |        |
| 0                   | Eduards Žukovs (LAT)      | 4-0 TO | 1:25   | Musa Ilhan (AUS)            | 1      |        |
| 1                   | Dariusz Grzywiński (POL)  | 0-4 TO | 2:15   | Anibál Nieves (PUR)         | 0      |        |
| 1                   | Vicente Cáceres (ESP)     | 1-3 PP | 3-10   | Rosen Vasilev (BUL)         | 0      |        |
| Kolo 2              |                           |        |        |                             |        |        |
| 1                   | Martin Müller (SUI)       | 3-1 PP | 8-2    | Dharan Singh Dahiya (IND)   | 2      |        |
| 0                   | Askar Mohammadaján (IRI)  | 3-0 PO | 4-0    | Georgios Moustopoulos (GRE) | 1      |        |
| 1                   | Eduards Žukovs (LAT)      | 1-3 PP | 2-4    | Dariusz Grzywiński (POL)    | 1      |        |
| 1                   | Musa Ilhan (AUS)          | 3-1 PP | 11-4   | Vicente Cáceres (ESP)       | 2      |        |
| 1                   | Anibál Nieves (PUR)       | 1-3 PP | 2-6    | Rosen Vasilev (BUL)         | 0      |        |
| Kolo 3              |                           |        |        |                             |        |        |
| 1                   | Martin Müller (SUI)       | 4-0 PA | 2:51   | Georgios Moustopoulos (GRE) | 2      |        |
| 0                   | Askar Mohammadaján (IRI)  | 3-0 PO | 11-0   | Eduards Žukovs (LAT)        | 2      |        |
| 1                   | Musa Ilhan (AUS)          | 4-0 TO | 4:36   | Anibál Nieves (PUR)         | 2      |        |
| 2                   | Dariusz Grzywiński (POL)  | 1-3 PP | 4-5    | Rosen Vasilev (BUL)         | 0      |        |
| Kolo 4              |                           |        |        |                             |        |        |
| 2                   | Martin Müller (SUI)       | 1-3 PP | 3-4    | Musa Ilhan (AUS)            | 1      |        |
| 0                   | Askar Mohammadaján (IRI)  | 3-1 PP | 4-2    | Rosen Vasilev (BUL)         | 1      |        |
| Kolo 5              |                           |        |        |                             |        |        |
| 0                   | Askar Mohammadaján (IRI)  | 3-0 PO | 6-0    | Musa Ilhan (AUS)            | 2      |        |
| 1                   | Rosen Vasilev (BUL)       |        |        | Bye                         |        |        |
| Zápas o páté místo  |                           |        |        |                             |        |        |
|                     | Eduards Žukovs (LAT)      | 1-3 PP | 1-6    | Anibál Nieves (PUR)         |        |        |
| Zápas o druhé místo |                           |        |        |                             |        |        |
|                     | Musa Ilhan (AUS)          | 1-3 PP | 3-8    | Rosen Vasilev (BUL)         |        |        |

| Zápasník                    | L | ER | CP |
| --------------------------- | - | -- | -- |
| Askar Mohammadaján (IRI)    | 0 | -  | 15 |
| Rosen Vasilev (BUL)         | 1 | -  | 10 |
| Musa Ilhan (AUS)            | 2 | 5  | 10 |
| Martin Müller (SUI)         | 2 | 4  | 9  |
| Anibál Nieves (PUR)         | 2 | 3  | 5  |
| Eduards Žukovs (LAT)        | 2 | 3  | 5  |
| Dariusz Grzywiński (POL)    | 2 | 3  | 4  |
| Georgios Moustopoulos (GRE) | 2 | 3  | 3  |
| Vicente Cáceres (ESP)       | 2 | 2  | 2  |
| Dharan Singh Dahiya (IND)   | 2 | 2  | 2  |

### Finále
|                      | CP               | TP               |                          |                  |
| Zápas o 9. místo     | Zápas o 9. místo | Zápas o 9. místo | Zápas o 9. místo         | Zápas o 9. místo |
| -------------------- | ---------------- | ---------------- | ------------------------ | ---------------- |
| Karsten Polky (GER)  | 4-0 PA           |                  | Anibál Nieves (PUR)      |                  |
| Zápas o 7. místo     |                  |                  |                          |                  |
| Shin Sang-Kyu (KOR)  | 0-4 TO           | 3:39             | Martin Müller (SUI)      |                  |
| Zápas o 5. místo     |                  |                  |                          |                  |
| Magomed Azizov (EUN) | 3-1 PP           | 11-5             | Musa Ilhan (AUS)         |                  |
| Zápas o 3. místo     |                  |                  |                          |                  |
| Lázaro Reinoso (CUB) | 3-0 PO           | 4-0              | Rosen Vasilev (BUL)      |                  |
| Finálový zápas       |                  |                  |                          |                  |
| John Smith (USA)     | 3-0 PO           | 6-0              | Askar Mohammadaján (IRI) |                  |

## Finálové pořadí
1. John Smith (USA)
2. Askar Mohammadaján (IRI)
3. Lázaro Reinoso (CUB)
4. Rosen Vasilev (BUL)
5. Magomed Azizov (EUN)
6. Musa Ilhan (AUS)
7. Martin Müller (SUI)
8. Shin Sang-Kyu (KOR)
9. Karsten Polky (GER)
10. Anibál Nieves (PUR)